# Дюрковский, Андрей
Инженер Андрей Дюрковский (словац. Andrej Ďurkovský, 5 сентября 1958 года, Братислава, Чехословакия) — бывший депутат Национального совета Словацкой Республики и бывший мэр Братиславы. После того, как в прессу просочилась информация о выделении муниципального жилья, защите прав акционеров Братиславской организации по водоснабжению и подготовке к сносу Братиславского парка культуры и отдыха Партия «Христианско-демократическое движение» попросила у него объяснений своих шагов. После заседания руководства партии 24 января 2010 года Дюрковский заявил об отказе от членства в партии, в результате чего стал первым независимым депутатом Национального совета Словацкой Республики за период 2010—2012.
Андрей Дюрковский женат на Франтишке. В браке у них трое детей.

## Профессиональная карьера
- 1982 — Строительный факультет Словацкого технического института в Братиславе
- 1983 — 1990 — государственное предприятие «Hydroconsult», Братислава, главный проектировщик
- 1990 — Проектная организация «Фаско», Вена, менеджер по проектам

## Партийная карьера
- с 1990 года — член Христианско-демократического движения (KDH), занимал различные должности на городском и окружном уровнях
- Январь 2011 — В связи с рядом судебных дел в период пребывания на посту мэра Андрей Дюрковский 25 января 2011 года был вынужден отказался от членства в Христианско-демократическом движении, о своём решении объявил руководству партии, которое с его намерением согласилось.[2]

## Политическая карьера

### Общегосударственный уровень
- 2010 — член Национального совета Словацкой Республики от Христианско-демократического движения, член Комитета Национального совета Словацкой Республики по вопросам государственного управления и регионального развития, а также Мандатно-иммунитетного комитета Национального совета Словацкой Республики

### Муниципальный уровень
- 1990 — 1994 — заместитель префекта городского района Братиславы — Старый город
- 1990—2002 — депутат муниципального совета столицы Словацкой Республики Братиславы
- 1994 — 1998 — префект городского района Братиславы — Старый город
- 1998 — 2002 — префект городского района Братиславы — Старый город
- 2002 — 2006 — мэр Братиславы (коалиция «Христианско-демократическое движение», Альянс нового гражданина, Демократическая партия, Партия зелёных Словакии, Демократический союз Словакии)
- 2006 — 2010 — мэр Братиславы (коалиция «Христианско-демократическое движение», «Словацкий демократический и христианский союз — Демократическая партия»)